# Đẻ mướn
Đẻ mướn (tựa tiếng Anh: Giving Hired Birth) là một bộ phim Việt Nam mang thể loại tâm lý xã hội có pha chút hài hước được phát hành vào năm 2005 bởi hãng phim Phước Sang, phim do Lê Bảo Trung làm đạo diễn. Dàn diễn viên trong phim gồm có Chi Bảo, hoa hậu Hà Kiều Anh, Kim Thư, Cao Minh Đạt, ca sĩ Phương Thanh, ca sĩ Duy Mạnh...

## Nội dung
Vợ chồng Bảo (Chi Bảo) - Vân (Hà Kiều Anh) chung sống với nhau đã lâu nhưng chưa có con, trong sự chờ đợi một đứa cháu nội từ mẹ Bảo. Kết quả xét nghiệm kết luận Vân bị vô sinh. Vân có ý nhờ cô nhân viên của mình là Mai (Kim Thư) sinh cho cô một đứa con - với Bảo - bằng một hợp đồng đẻ mướn 50 triệu đồng. Vì cần tiền chữa bệnh cho mẹ nên Mai đã đồng ý. Bảo quá yêu vợ nên không mấy dễ dàng với bản hợp đồng này.
Sau khi sinh con, Mai không thể trao con cho người khác nên đem con bỏ trốn cùng với Quang (Cao Minh Đạt) - người yêu của cô. Cả bốn người gặp nhau trong một tình cảnh hết sức nguy hiểm đến tính mạng em bé.
Cuối cùng, Bảo đã thú nhận sự thật. Trong đêm "tiến hành" hợp đồng, anh đã nhờ Quang giúp mình. Và đứa bé là con của Quang chứ không phải của Bảo. Bảo là người bị vô sinh chứ không phải Vân, nhưng vì sĩ diện với bạn bè, nên anh đã làm kết quả xét nghiệm giả. Kết cục, đứa bé do Mai đón về nuôi, Vân làm người mẹ thứ hai của bé.

## Diễn viên
- Chi Bảo vai Bảo
- Hà Kiều Anh vai Vân
- Kim Thư vai Mai
- Cao Minh Đạt vai Quang
- Duy Mạnh vai Minh
- Thanh Sâm vai Mẹ Quang
- Kim Huyền vai Hàng gánh
- bé Nguyên Kha vai Con
- Phương Thanh vai Người giúp việc
- Việt Anh vai Ba của Bảo
- Thúy Nga vai Bạn của Vân
- Phước Sang vai Người bán trứng
- Quang Thắng vai Chủ tịch Câu lạc bộ những người cha

## Hậu trường
Phim bị nhiều người chỉ trích bởi lối hài hước dễ dãi, diễn xuất trung bình và cảnh phim không đạt yêu cầu.